# Zgornje Vrtiče
Zgornje Vrtiče este o localitate din comuna Kungota, Slovenia, cu o populație de 69 de locuitori.